# Doris Soliz
Doris Josefina Soliz Carrión (Cuenca, 2 de marzo de 1958) es una socióloga y política ecuatoriana. Fue ministra, secretaria ejecutiva de Alianza País y asambleísta por la provincia del Azuay. Actual secretaria de Política del Movimiento Revolución Ciudadana desde 18 de noviembre del 2023.

## Biografía

### Carrera política
Desde 2000 hasta 2002 fue vicealcaldesa de Cuenca. En 2003, durante el gobierno de Lucio Gutiérrez, fue ministra de Turismo.
En 2007, bajo el mandato de Rafael Correa, fue designada ministra coordinadora de Patrimonio Cultural y Natural. En 2010 pasó a ser ministra coordinadora de la Política y Gobiernos Autónomos Descentralizados. Fue posesionada como ministra de Inclusión Económica y Social el 23 de abril de 2012.
Se desempeñó como secretaria ejecutiva del movimiento político Alianza País en Ecuador.
El 19 de febrero de 2017 fue elegida asambleísta por la provincia del Azuay. Al inicio de su periodo en la Asamblea fue nombrada presidenta de la Comisión de Soberanía, Integración, Relaciones Internacionales y Seguridad Integral.

#### Carrera posterior
El 18 de noviembre del 2023 durante una convención de su partido Movimiento Revolución Ciudadana celebrada en Santo Domingo. Es designada como secretaria general de Política de dicho movimiento durante la presidencia de Luisa González en el movimiento.